# Festuca parodiana
Festuca parodiana là một loài thực vật có hoa trong họ Hòa thảo. Loài này được (St.-Yves ex Parodi) Nicora mô tả khoa học đầu tiên năm 1998.